# Arturo Falconi
Arturo Falconi (Napoli, 28 dicembre 1867 – Torino, 10 novembre 1934) è stato un attore italiano.

## Biografia
Lavorò al cinema venendo diretto da grandi registi come Raffaello Matarazzo e Mario Camerini, spesso in coppia anche con il fratello Armando Falconi.

## Filmografia
- La laude della vita e la laude della morte, regia di Ugo Falena (1916)
- ...E l'altare crollò, regia di Guido Brignone (1916)
- Fiamme funeste, regia di Guido Brignone (1916)
- Il cuore dell'altra, regia di Guido Brignone (1917)
- Nei labirinti di un'anima, regia di Guido Brignone (1917)
- Natacha, regia di Guido Brignone (1918)
- Il salice piangente, regia di Guido Brignone (1918)
- Ah, quella Dory!..., regia di Guido Brignone (1918)
- Il velo della felicità, regia di Guido Brignone (1918)
- Il demone occulto, regia di Valentino Soldani (1918)
- Trittico italiano (1918)
- Patatrac, regia di Gennaro Righelli (1931)
- Il dono del mattino, regia di Enrico Guazzoni (1932)
- La vecchia signora, regia di Amleto Palermi (1932)
- La segretaria per tutti, regia di Amleto Palermi (1932)
- Zaganella e il cavaliere, regia di Giorgio Mannini e Gustavo Serena (1932)
- Il presidente della Ba. Ce. Cre. Mi., di Gennaro Righelli (1933)
- La serva padrona, regia di Giorgio Mannini (1933)
- Il cappello a tre punte, regia di Mario Camerini (1934)
- Kiki, regia di Raffaello Matarazzo (1934)
- L'ultimo dei Bergerac, regia di Gennaro Righelli (1934)
- Cléo, robes et manteaux, regia di Nunzio Malasomma (1935)

## Opere
- Arturo Falconi, Quarant'anni di palcoscenico, Bologna, Cappelli, 1927
- Arturo Falconi, Amene storielle di teatro, Milano, Ceschina, 1931